# Война на розите
Война на розите (1455 – 1485) се наричат поредица от граждански войни за престола на Англия между представители на родовете Йорк и Ланкастър.

## Причина за войната
Причина за войната става недоволството на част от английското общество срещу неудачите на Англия в Стогодишната война и политиката, провеждана от съпругата на крал Хенри VI кралица Маргарет д'Анжу и неговите фаворити (самият крал е слабохарактерен човек, който в определени моменти има психически проблеми). Опозицията, начело с Йоркския херцог Ричард, си поставя за цел първо той да стане регент, а след това и нов крал на Англия. Основанието им било, че кралят е правнук на Джон Гонт – четвъртия син на крал Едуард III, а Ричард Йоркски е правнук на Лайнъл – третия син на Едуард III (по женска линия, а по мъжка е правнук на Едмънд – пети син на Едуард III). Дядото на краля, Хенри IV завзема трона през 1399 г., след като сваля от него Ричард II, и така начело на Англия застава клонът Ланкастър от династията на Плантагенетите.

## Наименование и символи
Често срещано твърдение е, че Червената роза е герб на рода Ланкастър, а Бялата роза на рода Йорк. Това не е вярно – правнуците на Едуард III имали сходни гербове. Хенри VI е ползвал герба на Плантагенетите (състоящ се от герба на Англия – три леопарда на алено поле и герба на Франция – три лилии на светлосин фон), а херцог Йорк е имал същия герб, допълнен само с титлата му. Розите не били гербове, а отличителните емблеми на двете враждуващи партии.
Смята се, че името „Война на розите“ не е използвано по време на самата война. Терминът влиза в употреба през 19 век, след публикуването на Anne of Geierstein  от сър Уолтър Скот.
Въпреки че розите понякога са използвани като символи по време на войната, в повечето случаи воюващите са носели значки със символи, свързани с техните феодали. Така например силите на Хенри в Битка при Босуърт са воювали под знаме с червен дракон, а йоркската армия е използвала символа на Ричард III – бял глиган. Въпреки това доказателство за значението на розите като символи по това време, е фактът, че крал Хенри VII в края на войната избира за свой символ комбинацията от червена и бяла роза – Розата на Тюдорите.
В действителност земите и замъците на рода Ланкастър са главно в Глостършър, Северен Уелс и Чешър, а имотите и замъците на рода Йорк са пръснати из цяла Англия.

## История и ход на войната

### (1399 – 1454)
През 1399 г. по инициатива на бароните от северните графства е свален от престола Ричард II, последният крал от династията на Плантагенетите. Бароните поставят на престола Хенри Ланкастърски под името Хенри IV (1399 – 1413). При новата Ланкастърска династия политическото влияние на реакционната феодална аристокрация значително се засилва. Под неин натиск синът на Хенри IV – Хенри V (1413 – 1422), възобновява Стогодишната война, която е затихнала в края на 14 век.
След смъртта на Хенри V през 1422 г. във Франция в разгара на неговите военни успехи, короната преминава към сина му Хенри VI, който по това време не е навършил и година. Около престола започва борба на най-едрите феодали в Англия за влияние и власт. В това време успешно възобновената война във Франция взема за англичаните лош обрат. След завършването на Стогодишната война през 1453 г. от всички свои завоевания във Франция Англия запазва само Кале.
Разгромът на въстанието на Джек Кед (1450 г.) и възникналите по време на това въстание класови стълкновения заставят богатите граждани и „новата аристокрация“ да се откажат от надеждата за широко народно движение като средство за борба с господството на едрите феодали. Сега те, възлагайки всичките си упования върху смяната на династията, в противовес на Ланкастърите започват да поддържат Йорките – роднини на кралския дом, също много големи земевладелци в Англия. Поради това че върху герба на Ланкастърите розата е червена, а на Йорките – бяла, войната, която започва, е наречена война между Червената и Бялата роза.

### (1455 – 1485)
Противопоставянето между Йорк и Ланкастър преминава във военен конфликт през 1455 г., когато йорксистите печелят първата битка при Сейнт-Олбън. Скоро след това парламентът обявява Ричард Йоркски за кралски протектор и наследник на Хенри VI. През 1460 г. обаче в битката при Уейкфилд Йоркският херцог е убит. Партията на бялата роза е оглавена от сина му Едуард, който през 1461 г. е коронясан за крал под името Едуард IV. В тези години йорксистите печелят победи при Мортимър-Крос и Таутън. При последното сражение основните сили на ланкастърци са разбити, а крал Хенри VI и кралица Маргьорит бягат от страната (кралят скоро е заловен и затворен в Тауър).
С известни прекъсвания войната продължава три десетилетия. Ланкастърите са подкрепяни от най-крупните феодали на Северна Англия, а зад Йорките застават феодали от южните и източни територии, които са били отстранени от власт от Ланкастърите. Едните, феодали от югоизтока се нуждаят от силна кралска власт, която да ги подпомага в придобиването на нови богатства, а другите, аристократи от севера, искат да запазят своята независимост.
Активните бойни действия се възобновяват през 1470 г., когато на страната на Ланкастър преминават граф Ричард Уоруик и херцог Кларънс (по-млад брат на Едуард IV). Двамата връщат короната на Хенри VI. Едуард IV заедно с другия си брат херцог Ричард Глостърски бяга в Бургундия, откъдето се връща през 1471 г. Херцог Кларънс отново преминава на страната на брат си и йорксистите печелят при Барнет и Тюксбъри. В първото сражение е убит граф Уоруик, а при второто – принц Едуард, единственият син на Хенри VI. Скоро след това самият Хенри умира в Тауър (според някои е убит). Така се слага край на Ланкастърската династия.
Борбата между враждуващите групировки протича ожесточено и кръвопролитно. Поради заболяването на крал Хенри VI през 1455 г. за регент на Англия е обявен херцогът на Йорк – Ричард, но Ланкастърите го отстраняват, а по-късно в едно от сраженията го убиват. Върху отрязаната му глава е поставена книжна корона и главата е изложена на една от крепостните стени в град Йорк. Съотношението на силите обаче се променя. През 1461 г. синът на падналия Ричард – Едуард, разгромява армията на Ланкастърите и завладява Лондон. Крал Хенри VI е изпратен в затвора – крепост Тауър и Едуард IV (1461 – 1483) заема престола.
Недоволни от настъпилата политическа промяна, през 1470 – 1471 г. Ланкастърите организират преврат за връщане на престола на затворения крал Хенри VI, но опитът им е неуспешен. Едуард успява да разгроми заговорниците, да залови излезлия от Тауър затворник и да го убие. Режимът установен след това в Англия има деспотически характер.
Управлението на Едуард IV не слага край на войната между Червената и Бялата роза, която неведнъж е възобновявана по време на неговото управление. Едуард се разправя жестоко с бароните ланкастърци. Но той не се доверява и на бароните йоркисти; приближава до себе си хора от средния слой на рицарството, раздава им титли и владения. Едуард се отнася с недоверие и към парламента, чиито избори, както и по-рано, се намират под влиянието на феодалната аристокрация. Той се старае по възможност да избягва намесата на парламента, особено по финансовите въпроси и предпочита да прибягва към така наречените „доброволни подаръци“ и принудителни заеми от градовете. Той заставя парламента да му гласува пожизнено право да събира митата. Всичко това дава на краля значителни средства, прави излишно свикването на парламента и му дава свобода по въпросите на управлението и законодателството. Едуард IV води политика на насърчаване на родната търговия и промишленост. Той забранява да се изнася от Англия най-ценните качества вълна, като стимулира по такъв начин развитието на сукнарството; взема мерки за осигуряване на износа на английски сукна в Нидерландия и Италия без посредничеството на ханзейски и венециански търговци.
Едуард IV – първият крал от рода Йорк царува до смъртта си през 1483 г. Наследява го непълнолетният му син Едуард V. Единодушно Кралският съвет обаче обявява новия крал за незаконнороден син (покойният крал бил известен женкар и освен официалната си съпруга е имал още един таен брак). Така на престола се възкачва Йоркският херцог Ричард (брат на Едуард IV) под името Ричард III. Той се разпорежда да бъдат убити малолетните синове на Едуард и по този начин настроил срещу себе си бароните на Йорк и защитниците на Ланкастърската династия.
Краткото и драматично царуване на Ричард III е изпълнено с борба срещу явната и скрита опозиции, в нея той отначало има успех, но количеството на противниците нараства. На 22 август 1485 г. ланкастърските сили, начело с Хенри Тюдор (правнук на Джон Гонт по женска линия) влизат в Уелс. В битката при Босуърт Ричард III е убит и крал става Хенри Тюдор под името Хенри VII, който се оженил за дъщерята на Едуард IV Елизабет Йоркска. През 1487 г. граф Линкълн (племенник на Ричард III) се опитва да върне короната на Йорк, но в сражението при Стоук Фийлд е убит.
Кръвопролитната война между Червената и Бялата роза завършва. За крал е издигнат Хенри VII (1485 – 1509 г.), родоначалник на династията на Тюдорите. В резултат от брака, който сключва с дъщерята на Едуард IV – Елизабет, той фактически обединява партиите на Ланкастърите и Йорките. Създаден е единен герб за двете групировки. Новият владетел укрепва кралската власт. Централизираната английска държава се стабилизира. Социална опора на монархията е новата аристокрация. Създават се предпоставки за утвърждаване на английския абсолютизъм.

## Резултати от войната
Войната на розите слага фактически край на английското Средновековие. По време на сражения, на ешафодите и в затвора загиват не само всички официални наследници на Плантагенетите, но и значителна част от английските рицари и лордове. Възцаряването на Тюдорите се води за началото на Новото време в английската история.